# 统溪河镇
统溪河乡，是中华人民共和国湖南省怀化市溆浦县下辖的一个乡镇级行政单位。

## 行政区划
统溪河乡下辖以下地区：
沙洲村、岩冲村、竹坪村、农丰村、东风村、丫吉坳村、大河村、枫林村、友谊村、友爱村、跃进村、牛溪村和胜利村。